# جيمس ساذرلاند براون
جيمس ساذرلاند براون هو عسكري كندي، ولد في 28 يونيو 1881 في سيمكو ‏ في كندا، وتوفي في 14 أبريل 1951 في فيكتوريا في كندا.